# Lluçà (Senterada)
Lluçà és un poble del municipi de Senterada, al Pallars Jussà. Està situat dos quilòmetres, en línia recta, al sud-sud-est de Senterada, a llevant de la carretera N-260 i del Flamisell. El poble és al nord, a poca distància, de Reguard.
S'hi accedeix per una pista asfaltada que hi mena directament des de la carretera esmentada, que comença aproximadament en el punt quilomètric 316,5, i arrenca cap al nord-est per pujar fins a Lluçà en poc més d'un quilòmetre.
El poble podria haver tingut la forma de poble clos. Se'n conserven traces en un portal d'entrada, actualment marginat de les vies d'entrada i sortida del poble, i en la construcció d'algunes de les cases, que semblen haver estat concebudes per a tancar el recinte del poble.
L'església de Lluçà està dedicada a sant Sebastià. És un petit edifici d'època moderna amb campanar d'espadanya. És d'una sola nau, i només el mur de migdia sembla tenir traces d'una església més antiga.

## Etimologia

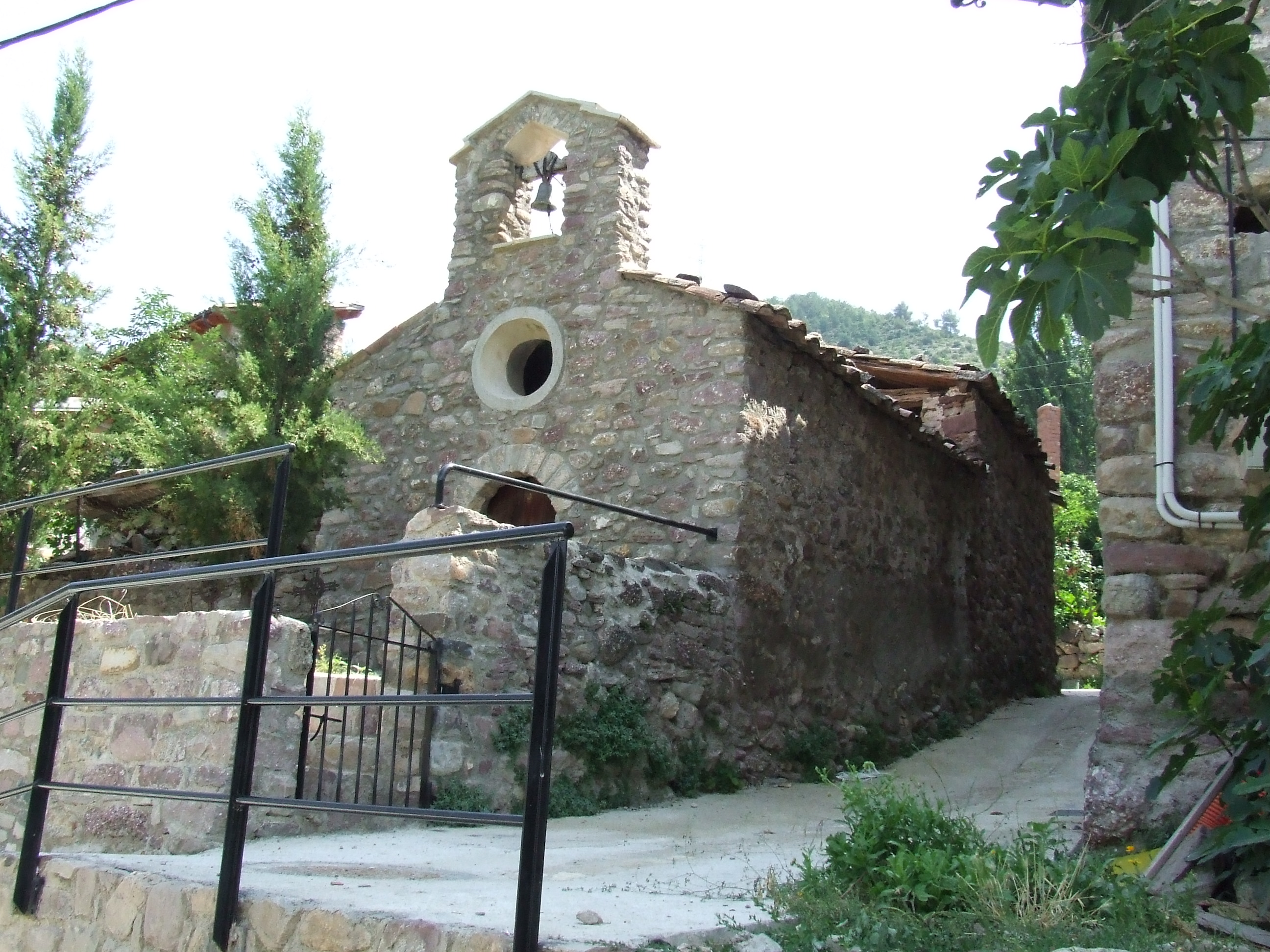
Sant Sebastià de Lluçà

Lluçà és dels topònims d'origen clarament llatí: d'un Lucianum, a causa de la colonització romana, que repartí la terra entre els membres de les seves tropes en el moment que es retiraven de l'exèrcit i s'establien en la terra conquerida i incorporada a l'imperi.

## Història
El 1831 consten a Lluçà, conjuntament amb Puigcerver, 25 habitants, i el senyor del lloc era el Marquès de Pallars.
Ceferí Rocafort (op. cit.) situa a Lluçà, vers el 1900, 10 edificis amb 19 habitants.
El 1981 tenia 10 habitants, que han quedat reduïts a la meitat el 2005.